# 蕉庵琴谱
《蕉庵琴譜》，古琴譜，秦維瀚撰，同治七年（1868）出版，為廣陵琴派代表琴譜之一。

## 簡介
“蕉庵”為其作者秦維瀚之別號。本書撰刊於同治七年，共四卷。首有江蘇藩幕林達泉序、自敘、其弟秦履亨及其琴生何本祖的跋文。卷一述琴制、絃度、徽分、音律、旋宮轉調清濁表，及字母析註（指法）。
現今廣陵琴派的代表曲目多出自《蕉庵琴譜》。

## 曲目
〈圯橋進履〉、〈鷗鷺忘機〉、〈梅花三弄〉、〈梧葉舞秋風〉、〈墨子悲絲〉、〈天台引〉、〈風雷引〉、〈靜觀吟〉、〈龍翔操〉、〈普庵咒〉、〈關雎〉、〈漁歌〉、〈樵歌〉、〈水仙曲〉、〈塞上鴻〉、〈碧天秋思〉、〈山居吟〉、〈蒼江夜雨〉、〈雉朝飛〉、〈佩蘭〉、〈平沙落雁〉、〈秋夜讀易〉、〈漢宮春〉、〈良宵引〉、〈胡笳十八拍〉、〈大雅〉、〈瀟湘水雲〉、〈搔首問天〉、〈搗衣〉、〈離騷〉、〈廣陵散〉、〈八極遊〉